# Mathias Fredriksson
Johan Fredrik Mathias Fredriksson (Uddevalla, 11 febbraio 1973) è un ex fondista svedese.
È fratello di Thobias, a sua volta fondista di alto livello, ed è sposato con Emma-Helena Nilsson, ex fondista e Miss Svezia 1999.

## Biografia
Debuttò ad alto livello ai Mondiali juniores di Harrachov nel 1993, vincendo due medaglie. In Coppa del Mondo esordì l'11 dicembre 1993 nella 30 km a tecnica classica di Santa Caterina di Valfurva (27°), ottenne il primo podio il 15 gennaio 1995 nella staffetta di Nové Město na Moravě (2°) e la prima vittoria il 29 novembre 1998 nella staffetta di Muonio. Specialista nelle gare di distanza, vinse la Coppa del Mondo nel 2003 davanti a René Sommerfeldt e arrivò secondo (proprio dietro a Sommerfeldt) l'anno successivo. Per quel che concerne le Coppe di specialità, fu secondo nella classifica di distanza nel 2004 e terzo in quella di sprint nel 1999.
In carriera prese parte a quattro edizioni dei Giochi olimpici invernali, Lillehammer 1994 (23° nella 30 km), Nagano 1998 (20° nella 50 km, 4° nella staffetta), Salt Lake City 2002 (29° nella 50 km, 27° nell'inseguimento, 13° nella staffetta) e Torino 2006 (13° nella 15 km, 10° nella 50 km, 15° nell'inseguimento, 3° nella staffetta) e a otto dei Campionati mondiali, vincendo quattro medaglie.

## Palmarès

### Olimpiadi
- 1 medaglia:
  - 1 bronzo (staffetta a Torino 2006)

### Mondiali
- 4 medaglie:
  - 2 argenti (15 km, staffetta a Lahti 2001)
  - 2 bronzi (staffetta a Val di Fiemme 2003; staffetta a Sapporo 2007)

### Mondiali juniores
- 2 medaglie:
  - 1 oro (10 km a Harrachov 1993)
  - 1 bronzo (30 km a Harrachov 1993)

### Coppa del Mondo
- Vincitore della Coppa del Mondo nel 2003
- 30 podi (15 individuali, 15 a squadre[3]):
  - 13 vittorie (9 individuali, 4 a squadre)
  - 10 secondi posti (3 individuali, 7 a squadre)
  - 7 terzi posti (3 individuali, 4 a squadre)

#### Coppa del Mondo - vittorie
| Data             | Luogo               | Paese     | Disciplina                                                     |
| ---------------- | ------------------- | --------- | -------------------------------------------------------------- |
| 29 novembre 1998 | Muonio              | Finlandia | 4x10 km (con Anders Bergström, Magnus Ingesson e Per Elofsson) |
| 10 dicembre 1998 | Milano              | Italia    | Sprint TL                                                      |
| 14 marzo 1999    | Falun               | Svezia    | 4x10 km (con Anders Bergström, Per Elofsson e Jörgen Brink)    |
| 16 dicembre 2001 | Davos               | Svizzera  | 4x10 km (con Urban Lindgren, Niklas Jonsson e Per Elofsson)    |
| 7 dicembre 2002  | Davos               | Svizzera  | 15 km TL                                                       |
| 25 gennaio 2003  | Oberhof             | Germania  | 15 km TC MS                                                    |
| 16 marzo 2003    | Lahti               | Finlandia | 15 km TL                                                       |
| 22 marzo 2003    | Falun               | Svezia    | 20 km PU                                                       |
| 23 marzo 2003    | Falun               | Svezia    | 4x10 km (con Lars Carlsson, Anders Södergren e Jörgen Brink)   |
| 6 dicembre 2003  | Dobbiaco            | Italia    | 30 km TL MS                                                    |
| 20 dicembre 2003 | Ramsau am Dachstein | Austria   | 30 km PU                                                       |
| 21 febbraio 2004 | Umeå                | Svezia    | 15 km TC                                                       |
| 25 marzo 2006    | Sapporo             | Giappone  | 30 km PU                                                       |

Legenda:

MS = partenza in linea

PU = inseguimento

TC = tecnica classica

TL = tecnica libera

### Marathon Cup
- Miglior piazzamento in classifica generale: 5º nel 2008
- 2 podi:
  - 2 secondi posti